# 阿倍安麻呂
阿倍 安麻呂（あべ の やすまろ）は、飛鳥時代から奈良時代にかけての貴族。官位は従四位下・侍従。

## 経歴
慶雲2年（705年）従六位上から三階昇進して従五位下に叙爵。
和銅8年（715年）従五位上・但馬守に叙任される。同年元正天皇が即位して、翌霊亀2年（716年）第8次の遣唐使が派遣されることになり、8月に安麻呂は遣唐大使に任命される。しかし、9月には病気のために大使の役は大伴山守に交替し、安麻呂は渡唐することはなかった。養老3年（719年）正五位下。
神亀元年（724年）聖武天皇の即位後まもなく正五位上に昇叙され、神亀5年（728年）従四位下に至る。神亀年間に侍従として聖武天皇に仕えた10余人と共に「風流侍従」と称された。

## 官歴
『続日本紀』による。
- 時期不詳：従六位上
- 慶雲2年（705年） 12月27日：従五位下（越階）
- 和銅8年（715年） 4月25日：従五位上。5月22日：但馬守
- 霊亀2年（716年） 8月20日：遣唐大使
- 養老3年（719年） 正月13日：正五位下
- 神亀元年（724年） 2月22日：正五位上
- 時期不詳：侍従
- 神亀5年（728年） 5月21日：従四位下